# フェオドラ・ユーリエヴナ
フェオドラ・ユーリエヴナ（ロシア語: Феодора Юрьевна、1229年9月21日 - 1238年2月7日）は、ウラジーミル大公ユーリーとアガフィヤ（チェルニゴフ公フセヴォロドの娘）との間の子である。
フェオドラはユーリーの子のうち、最も年少の子である。1238年、モンゴル帝国軍の侵攻最中のウラジーミル包囲戦(ru)においてウラジーミルは陥落し、フェオドラは母らと同じく殺害された。その死に関しては、ウラジーミルの生神女就寝大聖堂において焼死したとするもの、捕虜となりバトゥの本陣で責め殺されたとするものがある。